# Научене
На́учене (болг. Научене) — село в Сливенській області Болгарії. Входить до складу общини Нова Загора.

## Населення
За даними перепису населення 2011 року у селі проживали 149 осіб, з них 146 осіб (98,0 %) — болгари.
Розподіл населення за віком у 2011 році:
Динаміка населення: